# Tadeusz Tacik
Tadeusz Tacik (* 1926 - 15 de abril de 1989) fue un botánico y explorador pionero polaco. Trabajó activamente en el Atlas de la Flora polaca.

## Algunas publicaciones

### Libros
- Adam Jasiewicz, Tadeusz Tacik. 1980. Dwuliścienne: Zrosłopłatkowe, Parte 5; Parte 9. Volumen 14 de Flora Polska: Rośliny Naczyniowe Polski i Ziem Ościennych. 351 pp. ISBN 83-01-01923-9
- Maria Reymanówna, Alina Skirgiello, Tadeusz Tacik. 1993. Międzynarodowy Kodeks Nomenklatury Botanicznej: Przyjęty przez XIV Międzynarodowy Kongres Botaniczny w Berlinie : lipiec-sierpień 1987 ( Código Internacional de Nomenclatura Botánica: aprobada por el XIV Congreso Internacional de Botánica en Berlín: julio-agosto). Volumen 3 de Polish Botanical Studies. 123 pp. ISBN 83-85444-21-1

- La abreviatura «Tacik» se emplea para indicar a Tadeusz Tacik como autoridad en la descripción y clasificación científica de los vegetales.[2]